# Unione Sportiva Alessandria Calcio 1912 2009-2010
Questa voce raccoglie le informazioni riguardanti l'Unione Sportiva Alessandria Calcio 1912 nelle competizioni ufficiali della stagione 2009-2010.

## Stagione
La stagione 2009-2010 è quella del ritorno dell'Alessandria in terza serie dopo nove anni, pur condizionata da varie vicissitudini, è stata condotta con regolarità e i buoni risultati hanno garantito ai grigi non solo una meritata salvezza conquistata anzitempo, ma anche un brillante ottavo posto in classifica.
In fase di mercato la squadra si è mossa con circospezione; confermati i principali attori della precedente stagione (i maturi Artico, Briano e Servili, i centrocampisti Buglio e Mateos e i giovani Ciancio e Rodríguez), sono stati aggregati alla squadra elementi di grande esperienza (Sottil e Fantini) a promettenti matricole (Ghosheh, Signorini, Pucino).
Già a pochi giorni dall'inizio del campionato la società ha dovuto affrontare un'importante e complicata questione, quella relativa al campo di gioco: il Comune ha scelto di programmare la completa ristrutturazione della curva Nord, quella destinata ai tifosi di casa, in pieno campionato; questo ha causato inevitabili ripercussioni sugli incassi della società. Inoltre, il terreno dello stadio Moccagatta risultava a pochi giorni dall'inizio del torneo gravemente rovinato, in conseguenza di manifestazioni estive che il comune aveva organizzato nel corso dell'estate; la squadra è stata costretta a migrare a Ivrea per le prime due gare di campionato. Il ritorno al Moccagatta non è stato però foriero di buoni risultati e a pagarne le conseguenze, come spesso accade, è stato l'allenatore Foschi, esonerato a novembre e rimpiazzato dal padre del centrocampista Angelo Buglio, Francesco.
Con l'insediamento di Buglio e il grande ritorno del trentaseienne attaccante Fabio Artico la squadra ritrova una buona continuità di risultati che a gennaio la proiettarono verso una possibile qualificazione ai Play-off. A febbraio si sono diffuse voci allarmanti riguardo insolvenze da parte delle società, che la dirigenza declina, chiudendo a metà classifica il torneo con 23 punti. In seguito la crisi economica si è aggravata al punto di far temere una mancata iscrizione al successivo torneo, ma poi tutto si risolve in estate, quando il presidente Giuseppe Giovanni Bianchi, a cinque anni dall'insediamento passa la mano, cedendo la società all'imprenditore Giorgio Veltroni.

## Divise e sponsor
Il fornitore ufficiale di materiale tecnico per la stagione 2009-10 fu Joma, mentre lo sponsor di maglia fu Happy Tour.
| 1ª divisa | 2ª divisa | 3ª divisa |

## Organigramma societario
Area direttiva
- Presidente: Gianni Bianchi
- Consiglieri: Roberto Barabino, Enrico Cozzo, Mauro Lombardi e Antonio Donà

Area organizzativa
- Segretario sportivo e Team Manager: Gabriele Marzocchi
- Direttore organizzativo: Stefano Toti
- Segreteria generale: Federica Rosina

'Area comunicazione
- Addetto all'arbitro: Ivo Anselmo
- Biglietteria: Giuseppe Depiaggia
- Addetto stampa: Alessandro Trisoglio

Area marketing
- Marketing: Roberto Feo e Nello Giannotti

Area tecnica
- Direttore sportivo: Paolo Guidetti
- Allenatore: Luciano Foschi, dall'11 novembre Francesco Buglio
- Allenatore in seconda: Marcello Crispoltoni
- Preparatore atletico: Mario Buzzi Langhi
- Preparatore dei portieri: Stefano Borla
- Magazziniere: Giancarlo Zanaboni

Area sanitaria
- Responsabile: Biagio Polla
- Medico sociale: Elena Bellinzona
- Collaboratori: Antonio Buggea, Massimo Labate, Renzo Orsi e Maria Chiara Rossi
- Massofisioterapista: Luigi Marostica

Giovanili
- Presidente: Dario Cassini
- Responsabile: Renato Biasi
- Segreteria: Luciano Sipolino

## Rosa
| N. |                   | Ruolo | Calciatore         |
| -- | ----------------- | ----- | ------------------ |
|    | Italia (bandiera) | P     | Alessandro Cicutti |
|    | Italia (bandiera) | P     | Francesco Lorenzon |
|    | Italia (bandiera) | P     | Andrea Servili     |
|    | Italia (bandiera) | D     | Vincenzo Cammaroto |
|    | Italia (bandiera) | D     | Simone Ciancio     |
|    | Italia (bandiera) | D     | Shadi Ghosheh      |
|    | Italia (bandiera) | D     | Leonardo Moracci   |
|    | Italia (bandiera) | D     | Raffaele Pucino    |
|    | Italia (bandiera) | D     | Alberto Schettino  |
|    | Italia (bandiera) | D     | Andrea Signorini   |
|    | Italia (bandiera) | D     | Andrea Sottil      |
|    | Italia (bandiera) | C     | Alec Bolla         |
|    | Italia (bandiera) | C     | Mauro Briano       |

| N. |                   | Ruolo | Calciatore              |
| -- | ----------------- | ----- | ----------------------- |
|    | Italia (bandiera) | C     | Angelo Buglio           |
|    | Italia (bandiera) | C     | Giacomo Chiazzolino     |
|    | Italia (bandiera) | C     | Loris Damonte           |
|    | Italia (bandiera) | C     | Matteo Longhi           |
|    | Italia (bandiera) | C     | Marcelo Mateos Aparicio |
|    | Italia (bandiera) | C     | Giovanni Motta          |
|    | Italia (bandiera) | C     | Michele Porrone         |
|    | Cuba (bandiera)   | C     | Samon Reider Rodríguez  |
|    | Italia (bandiera) | C     | Emanuele Volpara        |
|    | Italia (bandiera) | A     | Fabio Artico            |
|    | Italia (bandiera) | A     | Daniele Buelli          |
|    | Italia (bandiera) | A     | Enrico Fantini          |
|    | Italia (bandiera) | A     | Daniele Rosso           |

## Calciomercato

### Sessione estiva
| Acquisti | Acquisti               | Acquisti       | Acquisti         |
| R.       | Nome                   | da             | Modalità         |
| -------- | ---------------------- | -------------- | ---------------- |
| D        | Simone Ciancio         | Sampdoria      | rinnovo prestito |
| D        | Shadi Ghosheh          | Bassano Virtus | definitivo       |
| D        | Raffaele Pucino        | Nola           | definitivo       |
| D        | Andrea Signorini       | Genoa          | prestito         |
| D        | Andrea Sottil          | Rimini         | definitivo       |
| C        | Giacomo Chiazzolino    | Legnano        | definitivo       |
| C        | Loris Damonte          | Genoa          | prestito         |
| C        | Samon Reider Rodríguez | Juventus       | rinnovo prestito |
| A        | Enrico Fantini         | Modena         | definitivo       |
| A        | Daniele Rosso          | Pro Patria     | rinnovo prestito |

| Cessioni | Cessioni           | Cessioni       | Cessioni      |
| R.       | Nome               | a              | Modalità      |
| -------- | ------------------ | -------------- | ------------- |
| D        | Pasquale D'Aniello | Olbia          | fine prestito |
| D        | Giuseppe Zappella  | -              | svincolato    |
| D        | Daniele Buelli     | Bassano Virtus | definitivo    |
| A        | Matteo Pelatti     | A.C.Formigine  | svincolato    |

### Sessione invernale
| Acquisti | Acquisti         | Acquisti | Acquisti     |
| R.       | Nome             | da       | Modalità     |
| -------- | ---------------- | -------- | ------------ |
| D        | Leonardo Moracci | Chievo   | comproprietà |

## Risultati

### Prima Divisione

#### Girone di andata
| Arbitro: | D'Iasio (Bari) |

|                                 |           |                 |
| Myrtaj 61’ (rig.) Fernandez 65’ | Marcatori | 10’, 68’ Artico |

| Arbitro: | Bergher (Rovigo) |

|                            |           |          |
| Rodríguez 26’ D. Rosso 82’ | Marcatori | 45’ Ripa |

| Arbitro: | De Faveri (San Donà di Piave) |

|                                      |           |             |
| Signorini 13’ Fantini 16’ Artico 49’ | Marcatori | 67’ Tarallo |

| Arbitro: | Di Francesco (Teramo) |

|                          |           |             |
| Menassi 19’ Del Core 53’ | Marcatori | 72’ Ghosheh |

| Arbitro: | Giacomelli (Trieste) |

|  |           |                         |
|  | Marcatori | 29’ Fanucchi 31’ Redomi |

| Arbitro: | Irrati (Pistoia) |

|               |           |  |
| M. Rigoni 33’ | Marcatori |  |

| Alessandria 4 ottobre 2009, ore 15:00 CEST 7ª giornata | Alessandria             | 0 – 0 referto | Como | Stadio Giuseppe Moccagatta (1.829 spett.)\| Arbitro: \| Cafari Panico (Cassino) \| |
| Arbitro:                                               | Cafari Panico (Cassino) |               |      |                                                                                    |

| Arbitro: | Pasqua (Tivoli) |

|  |           |                   |
|  | Marcatori | 19’ (aut.) Cudini |

| Arbitro: | Intagliata (Siracusa) |

|                            |           |               |
| Ciano 14’, 57’ Corrent 32’ | Marcatori | 52’ Rodríguez |

| Alessandria 25 ottobre 2009, ore 14:30 CET 10ª giornata | Alessandria        | 0 – 0 referto | Viareggio | Stadio Giuseppe Moccagatta (1.359 spett.)\| Arbitro: \| Di Ciommo (Venosa) \| |
| Arbitro:                                                | Di Ciommo (Venosa) |               |           |                                                                               |

| Arbitro: | Ferraioli (Nocera Inferiore) |

|            |           |  |
| Pisano 90’ | Marcatori |  |

| Arbitro: | Ruini (Reggio Emilia) |

|            |           |                      |
| Longhi 17’ | Marcatori | 37’ (rig.) F. Virdis |

| Arbitro: | Carbone (Napoli) |

|              |           |             |
| Guidetti 47’ | Marcatori | 26’ Fantini |

| Arbitro: | Zonno (Bari) |

|            |           |  |
| Artico 75’ | Marcatori |  |

| Arbitro: | Saia (Palermo) |

|                |           |                        |
| L. Scaglia 70’ | Marcatori | 47’ Fantini 90’ Artico |

| Arbitro: | Manera (Castelfranco Veneto) |

|            |           |  |
| Artico 47’ | Marcatori |  |

| Arbitro: | Merchiori (Ferrara) |

|                               |           |  |
| R. Maniero 42’, 47’ Erpen 61’ | Marcatori |  |

#### Girone di ritorno
| Arbitro: | Giorgetti (Cesena) |

|                 |           |              |
| Artico 25’, 90’ | Marcatori | 76’ Nicodemo |

| Arbitro: | Abbattista (Molfetta) |

|               |           |  |
| Passiglia 57’ | Marcatori |  |

| Arbitro: | De Benedictis (Bari) |

|             |           |                                 |
| Le Noci 64’ | Marcatori | 75’ Cammaroto 90’ (rig.) Artico |

| Arbitro: | Aureliano (Bologna) |

|            |           |  |
| Mateos 82’ | Marcatori |  |

| Arbitro: | Di Bello (Brindisi) |

|                          |           |                            |
| Fioretti 6’ D'Antoni 82’ | Marcatori | 45’ Rodríguez 86’ D. Rosso |

| Arbitro: | Tidona (Torino) |

|                   |           |                                         |
| Artico 55’ (rig.) | Marcatori | 4’ (rig.) Motta 35’ Lisuzzo 68’ Bertani |

| Arbitro: | Fabbri (Ravenna) |

|             |           |  |
| R. Riva 26’ | Marcatori |  |

| Arbitro: | Terzo (Palermo) |

|            |           |               |
| Artico 90’ | Marcatori | 72’, 87’ Samb |

| Arbitro: | Mangialardi (Pistoia) |

|                   |           |                |
| Signorini 4’, 54’ | Marcatori | 29’ Villagatti |

| Arbitro: | Zonno (Bari) |

|  |           |                          |
|  | Marcatori | 14’ Rodríguez 42’ Mateos |

| Arbitro: | Vallesi (Ascoli Piceno) |

|  |           |                                            |
|  | Marcatori | 6’ Carrozza 40’ Neto Pereira 63’ Buzzegoli |

| Arbitro: | Saia (Palermo) |

|                        |           |  |
| Cavagna 53’ Turchi 67’ | Marcatori |  |

| Arbitro: | Gallo (Barcellona Pozzo di Gotto) |

|                         |           |                  |
| G. Motta 63’ Artico 75’ | Marcatori | 25’, 38’ Musetti |

| Arbitro: | Peretti (Verona) |

|                                       |           |            |
| Ibekwe 2’ G. Esposito 61’ Tortori 64’ | Marcatori | 78’ Artico |

| Arbitro: | Monaco (Tivoli) |

|            |           |  |
| Mateos 37’ | Marcatori |  |

| Arbitro: | Mangialardi (Pistoia) |

|                                             |           |               |
| Vacca 43’ Evacuo 50’ (rig.) L. Castaldo 61’ | Marcatori | 45’ Rodríguez |

| Arbitro: | Coccia (San Benedetto del Tronto) |

|             |           |                           |
| Volpara 88’ | Marcatori | 30’ Fofana 63’ R. Maniero |

### Coppa Italia

#### Turni preliminari
| Arbitro: | Monaco (Tivoli) |

|  |           |                              |
|  | Marcatori | 38’ (rig.) Artico 57’ Mateos |

| Arbitro: | Pinzani (Empoli) |

|                      |           |  |
| Masucci 1’ Fusani 6’ | Marcatori |  |

### Coppa Italia Lega Pro

#### Fase 1 ad eliminazione diretta
| Arbitro: | M. Russo (Milano) |

|                                              |           |                           |
| Signorini 40’ (aut.) Barbagli 90’ Sarno 120’ | Marcatori | 36’ Signorini 38’ Volpara |

## Statistiche

### Statistiche di squadra
| Competizione             | Punti | In casa | In casa | In casa | In casa | In casa | In casa | In trasferta | In trasferta | In trasferta | In trasferta | In trasferta | In trasferta | Totale | Totale | Totale | Totale | Totale | Totale | DR  |
| Competizione             | Punti | G       | V       | N       | P       | Gf      | Gs      | G            | V            | N            | P            | Gf           | Gs           | G      | V      | N      | P      | Gf     | Gs     | DR  |
| ------------------------ | ----- | ------- | ------- | ------- | ------- | ------- | ------- | ------------ | ------------ | ------------ | ------------ | ------------ | ------------ | ------ | ------ | ------ | ------ | ------ | ------ | --- |
| Lega Pro Prima Divisione | 43    | 17      | 8       | 4       | 5       | 19      | 19      | 17           | 4            | 3            | 10           | 16           | 27           | 34     | 12     | 7      | 15     | 35     | 46     | -11 |
| Coppa Italia             |       | -       | -       | -       | -       | -       | -       | 2            | 1            | 0            | 1            | 2            | 2            | 2      | 1      | 0      | 1      | 2      | 2      | 0   |
| Coppa Italia Lega Pro    |       | -       | -       | -       | -       | -       | -       | 1            | 0            | 0            | 1            | 2            | 3            | 1      | 0      | 0      | 1      | 2      | 3      | -1  |
| Totale                   |       | 17      | 8       | 4       | 5       | 19      | 19      | 20           | 5            | 3            | 12           | 20           | 32           | 37     | 13     | 7      | 17     | 39     | 51     | -12 |

### Statistiche dei giocatori
| Giocatore      | Lega Pro Prima Divisione | Lega Pro Prima Divisione | Lega Pro Prima Divisione | Lega Pro Prima Divisione | Coppa Italia | Coppa Italia | Coppa Italia | Coppa Italia | Coppa Italia Lega Pro | Coppa Italia Lega Pro | Coppa Italia Lega Pro | Coppa Italia Lega Pro | Totale   | Totale | Totale      | Totale     |
| Giocatore      | Presenze                 | Reti                     | Ammonizioni              | Espulsioni               | Presenze     | Reti         | Ammonizioni  | Espulsioni   | Presenze              | Reti                  | Ammonizioni           | Espulsioni            | Presenze | Reti   | Ammonizioni | Espulsioni |
| -------------- | ------------------------ | ------------------------ | ------------------------ | ------------------------ | ------------ | ------------ | ------------ | ------------ | --------------------- | --------------------- | --------------------- | --------------------- | -------- | ------ | ----------- | ---------- |
| F. Artico      | 29                       | 13                       | 3                        | 0                        | 2            | 1            | 0            | 0            | 1                     | 0                     | 0                     | 0                     | 32       | 14     | 3           | 0          |
| A. Bolla       | 2                        | 0                        | 0                        | 1                        | -            | -            | -            | -            | 1                     | 0                     | 1                     | 0                     | 3        | 0      | 1           | 1          |
| M. Briano      | 29                       | 0                        | 5                        | 0                        | 1            | 0            | 0            | 0            | 1                     | 0                     | 0                     | 0                     | 31       | 0      | 5           | 0          |
| D. Buelli      | -                        | -                        | -                        | -                        | 1            | 0            | 0            | 0            | -                     | -                     | -                     | -                     | 1        | 0      | 0           | 0          |
| A. Buglio      | 30                       | 0                        | 6                        | 1                        | 1            | 0            | 0            | 0            | -                     | -                     | -                     | -                     | 31       | 0      | 6           | 1          |
| V. Cammaroto   | 28                       | 1                        | 2                        | 1                        | 2            | 0            | 1            | 0            | 1                     | 0                     | 0                     | 0                     | 31       | 1      | 3           | 1          |
| G. Chiazzolino | 6                        | 0                        | 1                        | 0                        | 2            | 0            | 0            | 0            | -                     | -                     | -                     | -                     | 8        | 0      | 1           | 0          |
| S. Ciancio     | 29                       | 0                        | 1                        | 1                        | 2            | 0            | 0            | 0            | 1                     | 0                     | 0                     | 0                     | 32       | 0      | 1           | 1          |
| A. Cicutti     | 5                        | -5                       | 0                        | 0                        | -            | -            | -            | -            | 1                     | -3                    | 0                     | 0                     | 6        | -8     | 0           | 0          |
| L. Damonte     | 17                       | 0                        | 1                        | 0                        | 2            | 0            | 0            | 0            | -                     | -                     | -                     | -                     | 19       | 0      | 1           | 0          |
| E. Fantini     | 31                       | 3                        | 0                        | 0                        | -            | -            | -            | -            | 1                     | 0                     | 0                     | 0                     | 32       | 3      | 0           | 0          |
| S. Ghosheh     | 26                       | 1                        | 2                        | 0                        | 2            | 0            | 0            | 0            | 1                     | 0                     | 0                     | 0                     | 29       | 1      | 2           | 0          |
| M. Longhi      | 16                       | 1                        | 2                        | 0                        | 2            | 0            | 1            | 0            | 1                     | 0                     | 1                     | 0                     | 19       | 1      | 4           | 0          |
| F. Lorenzon    | 1                        | -1                       | 0                        | 0                        | -            | -            | -            | -            | -                     | -                     | -                     | -                     | 1        | -1     | 0           | 0          |
| M. Mateos      | 20                       | 3                        | 4                        | 0                        | 2            | 1            | 0            | 0            | -                     | -                     | -                     | -                     | 22       | 4      | 4           | 0          |
| L. Moracci     | 4                        | 0                        | 0                        | 0                        | -            | -            | -            | -            | -                     | -                     | -                     | -                     | 4        | 0      | 0           | 0          |
| G. Motta       | 19                       | 1                        | 2                        | 0                        | 2            | 0            | 0            | 0            | 1                     | 0                     | 0                     | 0                     | 22       | 1      | 2           | 0          |
| M. Porrone     | 1                        | 0                        | 0                        | 0                        | -            | -            | -            | -            | -                     | -                     | -                     | -                     | 1        | 0      | 0           | 0          |
| R. Pucino      | 16                       | 0                        | 2                        | 0                        | -            | -            | -            | -            | 1                     | 0                     | 0                     | 0                     | 17       | 0      | 2           | 0          |
| S.R. Rodríguez | 28                       | 5                        | 8                        | 3                        | 2            | 0            | 0            | 0            | -                     | -                     | -                     | -                     | 30       | 5      | 8           | 3          |
| D. Rosso       | 22                       | 2                        | 2                        | 0                        | -            | -            | -            | -            | 1                     | 0                     | 0                     | 0                     | 23       | 2      | 2           | 0          |
| A. Schettino   | 17                       | 0                        | 5                        | 0                        | 2            | 0            | 0            | 0            | -                     | -                     | -                     | -                     | 19       | 0      | 5           | 0          |
| A. Signorini   | 25                       | 3                        | 8                        | 0                        | -            | -            | -            | -            | 1                     | 1                     | 0                     | 0                     | 26       | 4      | 8           | 0          |
| A. Servili     | 30                       | -40                      | 2                        | 0                        | 2            | -2           | 0            | 0            | -                     | -                     | -                     | -                     | 32       | -42    | 2           | 0          |
| A. Sottil      | 26                       | 0                        | 8                        | 2                        | 2            | 0            | 0            | 0            | -                     | -                     | -                     | -                     | 28       | 0      | 8           | 2          |
| E. Volpara     | 15                       | 1                        | 3                        | 0                        | -            | -            | -            | -            | 1                     | 1                     | 0                     | 0                     | 16       | 2      | 3           | 0          |